# 蒲犁國
蒲犁国，汉代西域三十六国之一。
在今新疆维吾尔自治区塔什库尔干塔吉克自治县以东，寄田于莎车。人种、风俗与子合相同，王城在蒲犁谷，距离长安九千五百五十里。有六百五十户，五千口，胜兵二千人。东北至都护治所（烏壘）五千三百九十六里，东至莎车五百四十里，北至疏勒五百五十里，南与西夜、子合相接，西至无雷五百四十里。有侯、都尉各一人。汉朝时属于西域都护府、西域长史。清朝在蒲犁故地设蒲犁县。1954年，改为塔什库尔干塔吉克自治县。

## 外部連結
[在维基数据编辑]
 《欽定古今圖書集成·方輿彙編·邊裔典·蒲犁部》，出自陈梦雷《古今圖書集成》